# Anthophora gemella
Anthophora gemella är en biart som beskrevs av Morawitz 1878. Anthophora gemella ingår i släktet pälsbin, och familjen långtungebin. Inga underarter finns listade i Catalogue of Life.